# Valerie Cruz
Valerie Cruz (Elizabeth, 18 luglio 1976) è un'attrice statunitense, di origini cubane.

## Biografia
Nata nel New Jersey, studia teatro alla Florida State University, successivamente debutta come attrice in un episodio della serie TV Squadra Med - Il coraggio delle donne. Nel 2003 ottiene una discreta popolarità grazie al ruolo della psicologa Grace Santiago nella prima stagione di Nip/Tuck. Dopo aver lasciato la serie recita nel film Cellular, ma torna presto a lavorare per la televisione, partecipando alle serie televisive Hidden Palms e The Dresden Files.
Nel 2008 interpreta Sylvia Prado nella terza stagione di Dexter, mentre nel 2009 partecipa all'horror d'azione Devil's Tomb - A caccia del diavolo e prende parte alla seconda stagione di True Blood, interpretando la vampira Isabel.

## Filmografia

### Cinema
- Cellular, regia di David R. Ellis (2004)
- LA Blues, regia di Ian Gurvitz (2007)
- No Man's Land: The Rise of Reeker, regia di Dave Payne (2008)
- Devil's Tomb - A caccia del diavolo (The Devil's Tomb), regia di Jason Connery (2009)
- La linea (The Line), regia di James Cotten (2009)

### Televisione
- Squadra Med - Il coraggio delle donne (Strong Medicine) – serie TV, 1 episodio (2002)
- American Family – serie TV, 1 episodio (2002)
- The Agency – serie TV, 1 episodio (2002)
- Nip/Tuck – serie TV, 12 episodi (2003)
- Missing (1-800-Missing) – serie TV, 1 episodio (2004)
- Crossing Jordan – serie TV, 1 episodio (2004)
- Las Vegas – serie TV, 1 episodio (2004)
- LAX – serie TV, 1 episodio (2005)
- Grey's Anatomy – serie TV, episodio 1x04 (2005)
- Inconceivable – serie TV, 1 episodio (2005)
- Invasion – serie TV, 2 episodi (2006)
- Hidden Palms – serie TV, 5 episodi (2007)
- The Dresden Files – serie TV, 13 episodi (2007-2008)
- Dexter – serie TV, 10 episodi (2008)
- Street Warrior, regia di David Jackson - film TV (2008)
- Eleventh Hour – serie TV, 1 episodio (2009)
- Dollhouse – serie TV, 1 episodio (2009)
- True Blood – serie TV, 5 episodi (2009)
- Law & Order: Unità Vittime Speciali (Law & Order: Special Victims Unit) – serie TV, 1 episodio (2010)
- Criminal Minds – serie TV, 1 episodio (2010)
- Off the Map – serie TV, 13 episodi (2011)
- Alphas – serie TV, 4 episodi (2011)
- Grimm – serie TV, episodio 1x10 (2012)
- Homeland - Caccia alla spia - serie TV, 5 episodi (2012)
- NCIS - Unità anticrimine – serie TV, 1 episodio (2013)
- The Following – serie TV, 15 episodi (2014-2015)
- Quantico - serie TV, 1 episodio (2015)
- Streghe (Charmed) - serie TV (2018-2022)

## Doppiatrici italiane
Nelle versioni in italiano dei suoi lavori, Valerie Cruz è stata doppiata da:
- Irene Di Valmo in Off the Map, Dexter, Quantico
- Claudia Catani in Grey's Anatomy, Streghe (2018)
- Sabrina Duranti in The Following, Chicago Justice
- Francesca Vettori in Devil's Tomb - A caccia del diavolo
- Tiziana Avarista in Cellular
- Barbara De Bortoli in Dresden Files
- Chiara Colizzi in Hidden Palms
- Rossella Celindano in La linea
- Anna Radici in Nip/Tuck
- Giuppy Izzo in Magnum P.I.